# Врујачки извори
Врујачки извори је традиционална туристичка манифестација народног стваралаштва која се организује у Бањи Врујци.
У оквиру сабора народног стваралаштва се организују изложбе домаће радиности и старих заната и концерти на којима учествују фолклорни ансамбли, певачке групе и солисти на инструментима. На штандовима се представљају и произвођачи и прерађивачи воћа и поврћа, меда, лековитог биља и цвећа, грнчари, везиље, каменоресци и други чувари старих заната.
Организатор врујачке манифестације је Завичајно друштво Врујци, а покровитељ општина Мионица.